# Athiel Mbaha
Athiel Mbaha est un footballeur namibien né le 5 décembre 1976. Il joue au poste de gardien de but.
Il a participé à la Coupe d'Afrique des nations 2008 avec l'équipe de Namibie. Il a joué 25 matchs en équipe nationale,.
Son surnom est « The Cat » (le chat). Il a dû soigner un problème d'audition avant de pouvoir continuer sa carrière de footballeur.

## Carrière
- 1999-2003 : African Stars FC ( Namibie)
- 2003-2006 : Blue Waters ( Namibie)
- 2006-2007 : Black Leopards ( Afrique du Sud)
- 2007-2008 : Orlando Pirates Windhoek ( Namibie)
- 2008-2009 : Maritzburg United ( Afrique du Sud)
- 2009- : Orlando Pirates Windhoek ( Namibie)